# Incursió a l'Iraq Ajamita i el Kurdistan (1393)
La incursió a l'Iraq Ajamita i el Kurdistan fou una campanya militar feta per Tamerlà en aquestes zones el 1393.

## Incursió a l'Iraq Ajamita (1393)
Acabat el hivern Timur va deixar el seu quarter al Mazanderan; a l'avantguarda va enviar els seus nets Pir Muhammad i Muhammad Sultan amb l'amir Xaikh Ali Bahadur; ell mateix amb un cos format per 3 homes escollits de cada 12 va sortir el dia 17 de gener de 1393; va deixar el equipatge i a les reines Sarai Mulk Khanum i Tuman Agha i altres van acompanyar a Timur (Txulpan Mulk Agha, Duro Sultan Agha i Neghiaraga) i amb una segona avantguarda manada pel seu fill Shah Rukh, va passar per Yelak Veli, Damghan, Semnan i Rayy; l'avantguarda va arribar a Qazwin, al governador de la qual, Shah Suar, van derrotar i el van enviar a Timur. D'alli l'avantguarda es va dirigir a Sultaniya, on el governador Ak Txeghi havia mort i Isnaf Shah el seu naib havia agafat el govern al seu lloc; quan van arribar les forces timúrides Isnaf Shah va abandonar el govern i va fugir i la ciutat fou ocupada sense lluita; els dos prínceps hi van estar 8 dies i després van sortir en direcció a Bagdad.

## Campanya del Kurdistan (1393)
Quan van entrar al Kurdistan van rebre un correu de Timur que els ordenava anar cap a Geb Shumal, per lo que van tirar enrere i es van apoderar del castell de Sankar on es van aprovisionar. El dia que marxaven van rebre un correu que els ordenava sotmetre a tots els caps kurds i si algun refusava, assolar i saquejar el seu territori; seguint les ordres van anar a Shebtxal i més enllà de la muntanya de Bistun on els amirs Sevinjik Bahadur, Timur Khoja (fill d'Ak Bugha) i Mubashir Bahadur es van separar amb un cos d'exèrcit per anar profundament al país kurd. Els dos prínceps en canvi van anar a través del pas de Derbent Tashi Khatun en direcció a Akhlat.

## Mort de Shaikh Ali Bahadur (1393)
Abans d'arribar, un notable local els va anar a rebre i es va oferir com a guia. Muhammad Sultan el va rebre amb els braços oberts i li va doner diversos honors i el va enviar al davant acompanyat de Shaikh Ali Bahadur com a cap dels mangalai (exploradors). El sobirà local Ibrahim Shah va rebre a Shaikh Ali Bahadur, es va sotmetre i va enviar el seu fill Sultan Shah als dos prínceps amb diversos regals. Muhammad Sultan va cridar a Shaikh Ali Bahadur per tornar deixant a Ibrahim Shah al poder a Akhlat. A la tornada el guia que acompanyava a Shaikh Ali, que esperava que en cas de conflicte obtindria una posició important, sentint-se frustrat, va decidir matar a l'amir; quan van parar a menjar el va agafar a traïció i el va matar d'un cop de ganivet; els homes de Shaikh Ali Bahadur van agafar l'assassí i el van matar allà mateix i després van cremar el cos.